# European Space and Sounding Rocket Range
Koordinaten: 67° 53′ 38″ N, 21° 6′ 25″ O
Die European Space and Sounding Rocket Range (kurz Esrange) ist ein Startplatz für Ballons, Höhenforschungsraketen und orbitale Trägerraketen in der Nähe von Kiruna in Schweden. Die Esrange ist zudem eine Erdfunkstelle für Satelliten, eine wissenschaftliche Beobachtungsstation und ein Testgelände für Flugkörper. Die Esrange wurde als eine zivile Einrichtung 1964 gegründet und wird seit 1972 von der Swedish Space Corporation (SSC) betrieben. Raketen- und Ballonstarts werden vom Esrange Andøya Special Project (EASP) der ESA koordiniert. Die Esrange ist neben dem Raketenversuchsgelände Vidsel Teil des Versuchsgeländes Vidsel.
Auf dem Gelände der Esrange werden hauptsächlich Nutzlasten von Weltraumbehörden und wissenschaftlichen Einrichtungen gestartet und Forschung betrieben. Dabei sind neben der ESA etwa auch die NASA, das DLR, das CNES und die Swedish National Space Agency an Starts und Versuchen beteiligt. Zunehmend finden auch kommerzielle Aktivitäten von privaten Unternehmen statt, darunter Triebwerktests und Satellitenkommunikation.

## Lage

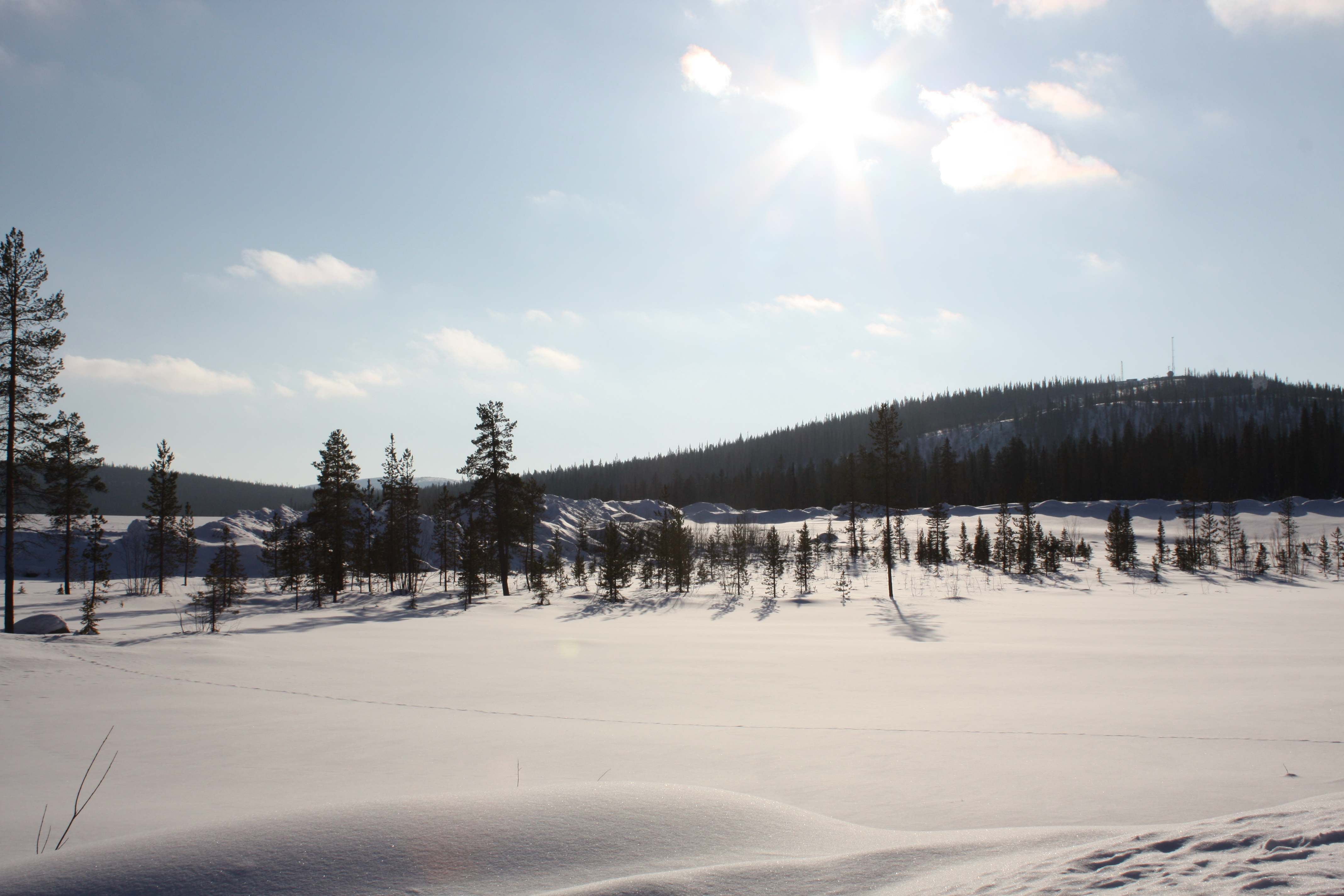
Die Landschaft in der Esrange im Winter

Die Esrange liegt in der schwedischen Provinz Norrbottens län bei etwa 68° Nördlicher Breite und damit innerhalb des Polarkreises. Diese geographische Position erlaubt die Beobachtung von Phänomenen wie dem Polarlicht und leuchtenden Nachtwolken. Insgesamt ist das Gelände circa 140 km lang und 80 km breit. Das Grundstück wurde aufgrund seiner Lage in dünn besiedeltem Gebiet ausgewählt. Raketenstarts können über Land durchgeführt werden. Dies ist bei suborbitalen Flügen mit Experimenten in der Schwerelosigkeit von Vorteil, da Proben nach einem Flug so schnell wieder gesammelt werden können. Bei Ballonflügen können sich die Landezonen bis nach Norwegen, Finnland und Russland erstrecken. Die nächste Stadt ist Kiruna, die an das Verkehrsnetz angebunden ist. Die Temperaturen können im Winter bis auf −48 °C fallen. Die Esrange liegt in Sápmi, dem Siedlungsgebiet der indigenen Samen. Sie umfasst Weideflächen nomadischer Rentier-Hirten. Bevorstehende Raketenstarts werden per Helikopter durchgesagt, auf dem Gelände wurden Schutzräume eingerichtet.

## Infrastruktur

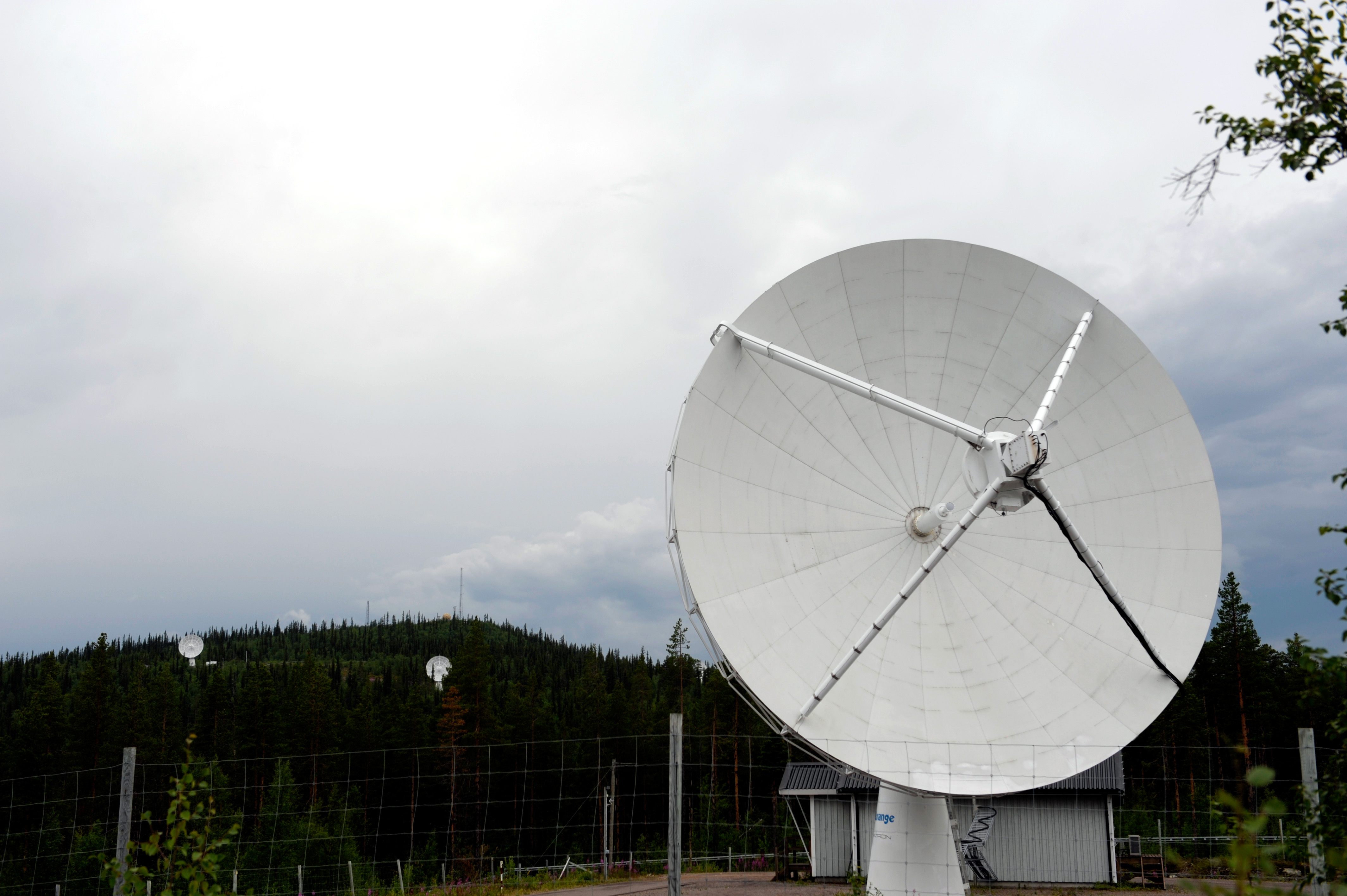
Parabolantennen der Erdfunkstelle im Jahr 2009.

Die Esrange bietet Startplätze für suborbitale und orbitale Flüge sowie Stratosphärenballons. Zudem werden in der Einrichtung Raketenmotoren getestet und im gesperrten Luftraum Testflüge durchgeführt.
Im Zentrum der Anlage liegt das Hauptgebäude in dem sich Büros, eine Rezeption und Konferenzräume befinden. Daneben befinden sich ein Gästehaus und Gastronomie für Kunden und geladene Gäste.
Südlich des Hauptgebäudes liegt das Ballonfeld mit der dazugehörigen Infrastruktur.
Einen Kilometer östlich des Hauptgebäudes befindet sich der Startkomplex für suborbitale Flüge. Er ist um den sogenannten Skylark-Startturm organisiert. Der Startturm hatte in seiner ursprünglichen Struktur eine Höhe von 30 Metern und besaß ein Kegel-förmiges Dach, das durch Metall-Fachwerkträger getragen wurde. Raketen wurden im Gebäude aufgerichtet und verließen es beim Start durch die Spitze des Kegels.
Seit 2023 ist das dritte Startfeld mit den drei Startrampen LC-3A, LC-3B und LC-3C betriebsbereit. Eine dieser Rampen ist für suborbitale Flüge und für orbitale Raketen, die nur geringe Nutzlasten in den Weltraum befördern vorgesehen. Ein weiterer Startplatz soll größeren Raketen mit Nutzlastkapazitäten von über einer Tonne in sonnensynchrone Umlaufbahnen vorbehalten sein, während die letzte Rampe für Tests von wiederverwendbaren Raketen genutzt werden soll. Die Startrampen werden durch einen Hangar für den Zusammenbau von Raketen und Nutzlasten und weiterer Versorgungsinfrastruktur ergänzt.
Auf dem sogenannten „Radar Hill“ (englisch „Radarhügel“) 1,5 km südwestlich des Hauptgebäudes ist der Standort der Erdfunkstelle für Satelliten und einer GPS-Referenzstation. Die Esrange ist einer günstigen Lage für den Kontakt zu Objekten in Polarbahnen. Die Esrange Space Center Satellite Station besitzt sechs unabhängige „Telemetry, Tracking and Command“ (TT&C) Antennensysteme, die in den Frequenzbändern S und X empfangen. Die Daten werden in einem Kontrollzentrum verarbeitet. Die Funkstelle ist durchgängig besetzt. Die Esrange arbeitet mit der kanadischen Funkstelle Inuvik zusammen, um häufigeren und längeren Kontakt zu Satelliten zu ermöglichen und so größere Datenmengen zu übertragen.
Eine wissenschaftliche Beobachtungsstation, das Kiruna Esrange Optical Platform System (KEOPS), befindet sich 3 km südwestlich des Hauptgebäudes auf einem Hügel.
Außerhalb des Sicherheitsbereichs liegt ein öffentlich zugängliches Besucherzentrum.
Die Antennenstation Kiruna des ESA-Funknetzwerks ESTRACK ist nur wenige Kilometer von der Esrange entfernt, jedoch nicht Teil der Einrichtung.

## Geschichte

### Standort Kiruna

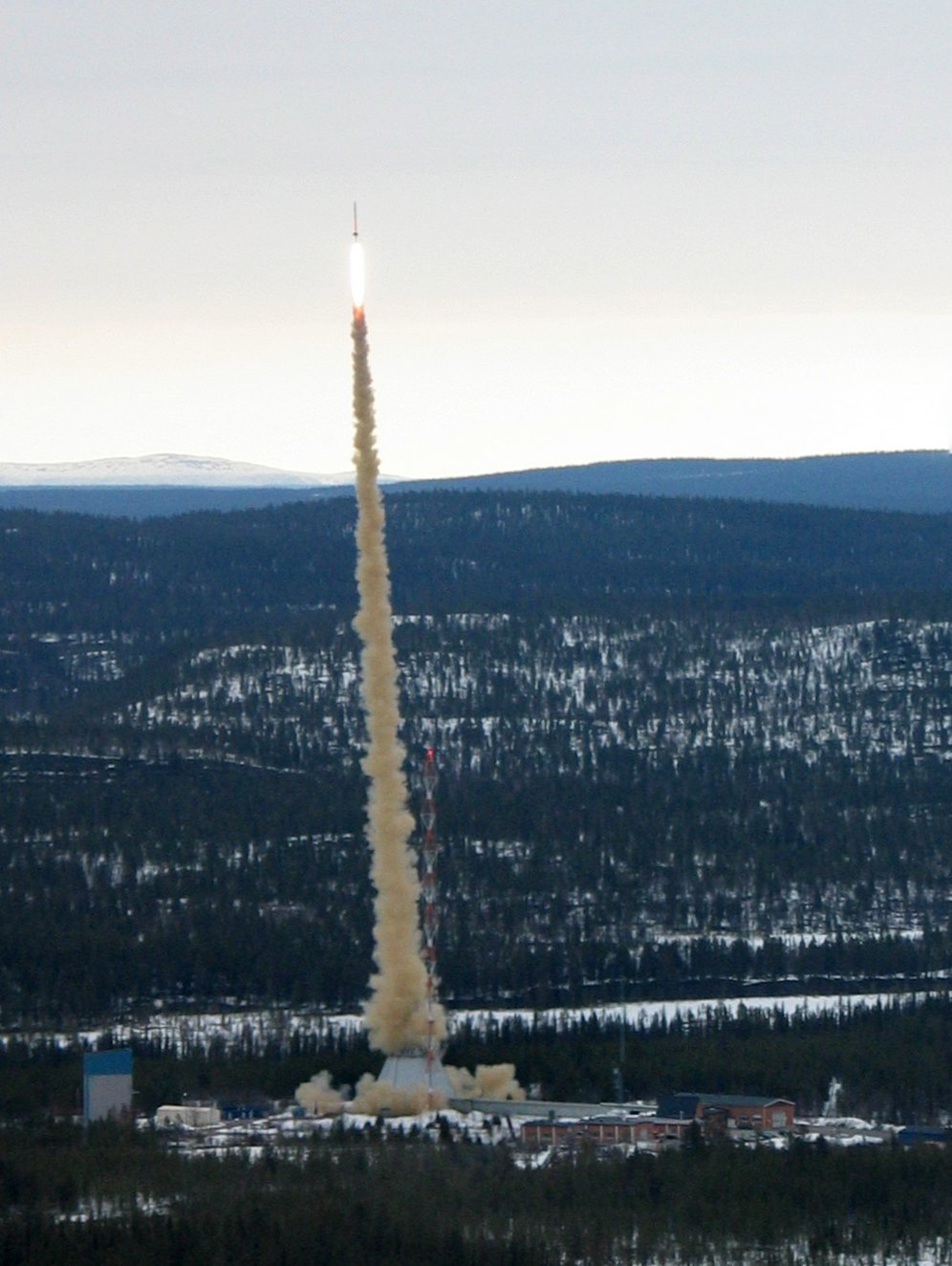
Start einer Skylark-Rakete am 2. Mai 2005

Im Juli 1957 wurde das geophysikalische Observatorium Kiruna (heute: Institutet för rymdfysik, schwedisch: „Institut für Weltraumphysik“) gegründet. Die Einrichtung untersuchte die Atmosphäre und maß dabei das Erdmagnetfeld und kosmische Strahlung. Der Lage ermöglichte die Forschung an Nachtleuchtenden Wolken und Polarlichtern. Im Zug dieser Arbeiten wuchs das wissenschaftliche Interesse daran, Höhenforschungsraketen nördlich des Polarkreises zu starten. Bengt Hultqvist, der Leiter des Observatoriums erkannte Potenzial eines Startplatzes für seine Einrichtung, aber auch die Region insgesamt. Während der Verhandlungen der Bedingungen einer Aufnahme Schwedens in die European Space Research Organisation (ESRO), der Vorläuferorganisation der ESA, brachte das Land einen möglichen Raketen-Startplatz in Kiruna ins Gespräch.
Für den Standort sprachen neben dem bestehenden Observatorium, dass Kiruna gut an das Verkehrsnetz angebunden war, allerdings nur wenig touristische Aktivität aufwies. Zudem gehörte das ausgewählte Land der schwedischen Krone, so dass es nicht gekauft werden musste. Die ESRO und Schweden verhandelten darüber, bis auf welche Höhe die Raketen steigen dürften, da mit zunehmender Flughöhe die Größe des erforderlichen Grundstücks stieg. Schweden wollte die Höhe ursprünglich auf 150 km beschränken, was die ESRO zu niedrig befand. Schließlich einigte man sich auf eine maximale Flughöhe von 300 km. Nachdem die Sicherheitsaspekte geklärt waren, bestätigte der ESRO Rat 1964 die Gründung der Esrange. Die ESRO strebte an, dass die Esrange 50 Jahre lang als internationaler Raketenstartplatz genutzt werden könne. Dabei wäre den Mitgliedsländer die Benutzung der Einrichtung im Rahmen der ESRO-Programme frei gestanden. Schweden erwirkte jedoch, dass nach acht Jahren erneut über den Status der Esrange verhandelt wurde, da das Land verhindern wollte, dass es alleine verantwortlich für die Wartung und Instandhaltung des Startplatzes wäre, während andere Nationen diesen nutzten.
Schweden bemühte sich, alle Aktivitäten in der Esrange transparent zu kommunizieren, da die Sowjetunion Sorge geäußert hatte, das Gelände könnte militärisch genutzt werden.

### Entwicklung der Esrange
Der Startplatz wurde von 1964 bis 1966 von der ESRO errichtet. Der erste Raketenstart fand am 19. November 1966 statt, eine Centaure-1-Rakete beförderte belgische Nutzlasten. Zwischen 1966 und 1972 fanden 152 Starts von Höhenforschungsraketen statt, davon waren 72 unter der Leitung der ESRO und 80 in nationalen Programmen. Die meisten Raketen waren vom Typ Centaure, Nike Apache und Skua und erreichten Flughöhen zwischen 100 und 220 km.
Zu Beginn der 1970er Jahre beschloss die ESRO die Starts von Höhenforschungsraketen einzustellen, während man sich auf die Gründung und Erweiterung der ESA vorbereitete. Schweden hatte sich für eine Fortsetzung der Raketenstarts eingesetzt, die Routine geworden waren. Einzelne Länder benötigten weiterhin einen Startplatz für Raketen und Ballons, so dass von acht ESRO-Mitgliedern 1971 das Esrange Special Project ins Leben gerufen wurde, das die nationalen Starts koordinieren sollte. Mitgliedsländer waren Belgien, Deutschland, Frankreich, die Niederlande, Norwegen, Schweden, die Schweiz und das Vereinigte Königreich. Neben der Esrange wurde der Raketentestgelände Andøya als weiterer Startplatz in die Vereinbarung einbezogen. Der Verbund besteht bis heute, allerdings haben ihn Belgien 1977 und die Niederlande und das Vereinigte Königreich 1980 verlassen. Das heutige Esrange Andøya Special Project ist mittlerweile Teil der ESA und steuert und finanziert die Raketen- und Ballonstarts.
Am 1. Juli 1972 übernahm die neugegründete Swedish Space Corporation (damals „Rymdbolaget“) von der ESRO die Verwaltung und den Besitz des Geländes. Die SSC ist vollständig in staatlichem Besitz, der vom schwedischen Ministerium für Unternehmen und Innovation verwaltet wird. Daneben gründete Schweden die nationale Raumfahrtbehörde Rymdstyrelsen.
Die ersten Ballonstarts begannen 1974. Seit 1977 werden von der Esrange Starts von suborbitalen Flügen im Rahmen des TEXUS-Programms durchgeführt. 1978 wurde die erste Antenne der Erdfunkstelle errichtet, um mit Satelliten in Polarbahnen zu kommunizieren. In den 1980ern und 1990ern wurden weitere Antennen ergänzt, 1991 wurde die erste Antenne eines Kunden auf dem Gelände der Esrange eingeweiht. Seitdem haben mehrere europäische und asiatische Unternehmen auf der Esrange Antennen aufgebaut, sodass im Juli 2024 insgesamt mehr als 25 Satellitenantennen bestanden.

### Reparaturarbeiten und Erweiterung
Im August 2021 verursachte ein Unfall bei einem Test eines Raketenmotors ein Feuer. Der Motor löste sich aus seiner Testhalterung. Das Feuer beschädigte den Skylark-Startturm und mehrere Gebäude im Umkreis. Es wurde niemand verletzt, Raketenstarts mussten aufgrund der Schäden an der Infrastruktur jedoch in der Folge ausgesetzt werden. Der erste Flug vom reparierten Startturm erfolgte nach einer Pause von über zwei Jahren im Dezember 2023. Im Zuge der Instandsetzung wurden die technischen Möglichkeiten des Skylark-Startkomplexes verbessert, es wurde zudem ein neues Multifunktionsgebäude errichtet.
Am 13. Januar 2023 wurde an der Esrange ein neuer Komplex eingeweiht, der unter anderem orbitalen Flügen gewidmet ist. Drei Startrampen, ein Hangar zum Zusammenbau der Raketenteile sowie Versorgungsinfrastruktur ermöglichen Starts von kleinen Trägerraketen und Flugtests. Die Esrange wurde damit zum ersten betriebsbereiten Weltraumbahnhof auf dem europäischen Kontinent. Das US-Raumfahrtunternehmen Firefly Aerospace möchte spätestens ab 2027 seine Rakete Alpha von der Esrange starten.

### Tests kommerzieller Triebwerke
Seit 2018 ist das Gelände der Esrange für Testaktivitäten geöffnet.
Das Unternehmen Isar Aerospace begann 2020 mit dem Aufbau eines Teststands in der Esrange. Seit 2021 wird der Raketenmotor Aquila vor Ort getestet, der die Rakete Spectrum antreiben soll. Die Motoren werden in Deutschland entwickelt, produziert und zusammengesetzt und dann in der Esrange getestet. Akzeptierungstests der Motoren, die auf dem Erstflug der Spectrum verwendet werden sollen, fanden Anfang 2024 auf dem Teststand statt.
Die Rocket Factory Augsburg führte im Juni 2023 einen Qualifizierungstest des Triebwerks Helix, das die Zweitstufe der in Entwicklung befindlichen Rakete RFA One antreiben soll, in der Esrange durch. Das Unternehmen testete eine vollständige Zündungssequenz von über 300 Sekunden, was den Anforderungen eines Fluges entsprechen sollte.
Beide Unternehmen haben jedoch die Absicht, Raketenstarts von anderen Weltraumbahnhöfen, wie dem Andøya Space Center und dem Saxavord Spaceport an durchzuführen.

## Ballonstarts

### Entwicklung

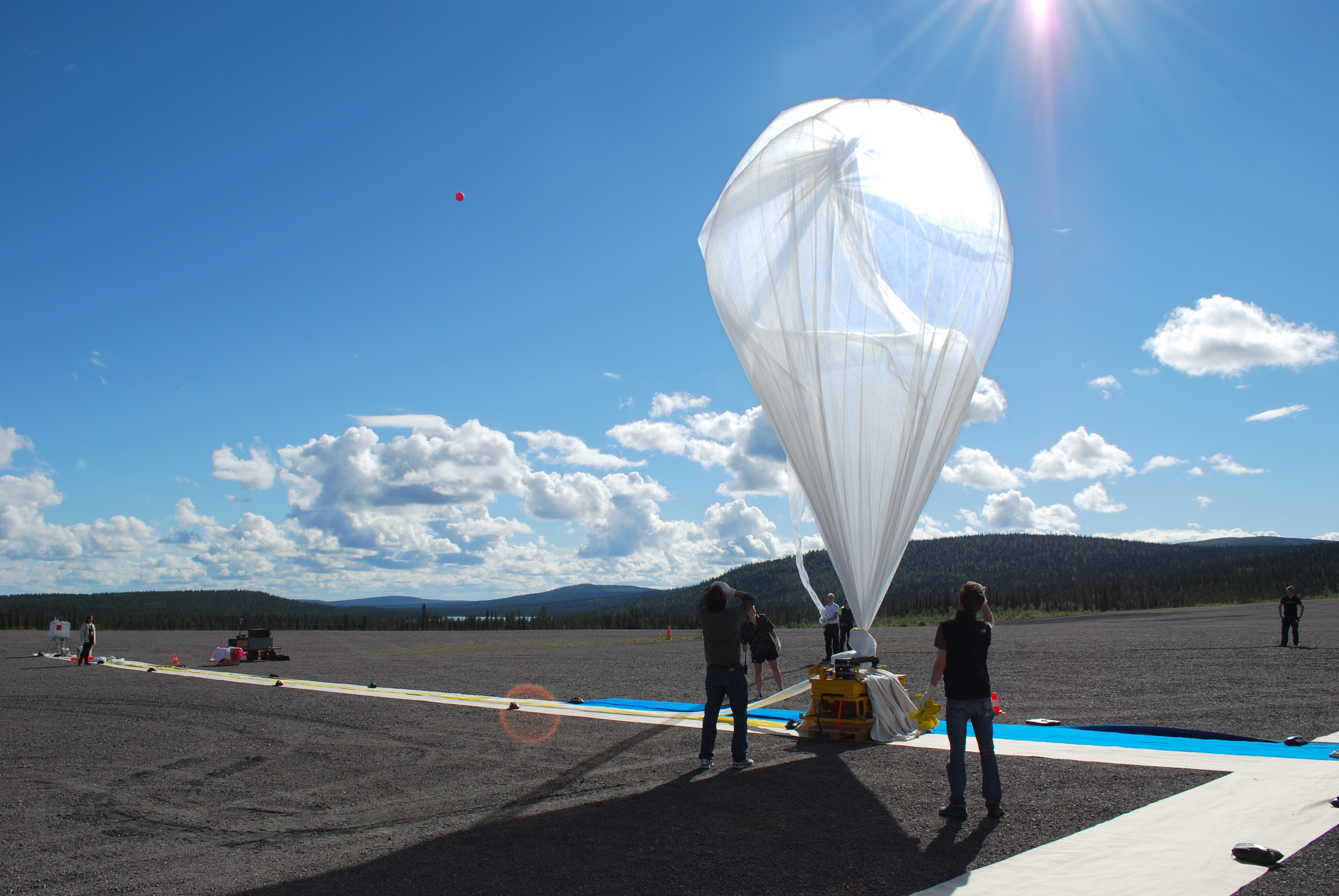
Die Mission BARREL der NASA bei Flugvorbereitungen auf dem Ballonfeld im Jahr 2015.

Von einem dedizierten Startfeld werden seit der Gründung der Esrange Ballone gestartet. Ab 1974 begannen systematische Startkampagnen mit dem Flug „SAMBO 1“ der französischen Raumfahrt CNES und der russischen Behörde IZMIRAN. Der Flug sollte das Frequenzspektrum der Röntgenstrahlung von Polarlichtern in der Strosphäre messen. Ursprünglich war das Ballonfeld eine asphaltierte Fläche mit einer Länge von 400 m und einer Breite von 250 m südlich des Hauptgebäudes. 2004 wurde es vergrößert, die Erweiterung steht im Zusammenhang mit einer Vereinbarung mit der amerikanischen Weltraumbehörde NASA, die ab 2005 von der Esrange Höhenballons auf transatlantische Flüge startete.

### Ballonfeld
Das vergrößerte Feld besitzt eine Fläche von 250.000 m². Dadurch können auf sechs Startbahnen mit jeweils circa 200 Metern Ballone in verschiedene Richtungen gestartet werden, wodurch auf saisonale Windrichtungen eingegangen werden kann. Der Wind bläst im Sommer in größeren Höhen nach Westen. Das Feld ist mit Kies bedeckt und besitzt in der Mitte einen Leitungsschacht zur Versorgung mit Strom, Erdungen, Lautsprechern und einer Telefonverbindung. Der mobile Kran „Hercules“ wurde ebenfalls 2004 eingeführt und kann Nutzlasten mit einem Gewicht von über 2.500 kg befördern, wodurch die Ballone ein maximales Volumen von 1.000.000 m³ erreichen können. Neben den drei ursprünglichen Versorgungsgebäuden mit Büros, Lagerflächen und Werkstätten, eröffnete die SSC aufgrund von erhöhtem Bedarf 2011 ein zusätzliches Nutzlastgebäude. Die Kommunikation mit den Ballons wird über die Funksender EBASS und E-Link hergestellt, die Telemetrie an die Esrange schicken.
Eine Außenstelle des Ballonfelds der Esrange findet sich am Flughafen Kiruna. Sie trägt den Namen „Arena Arctica“.

### Nutzlasten

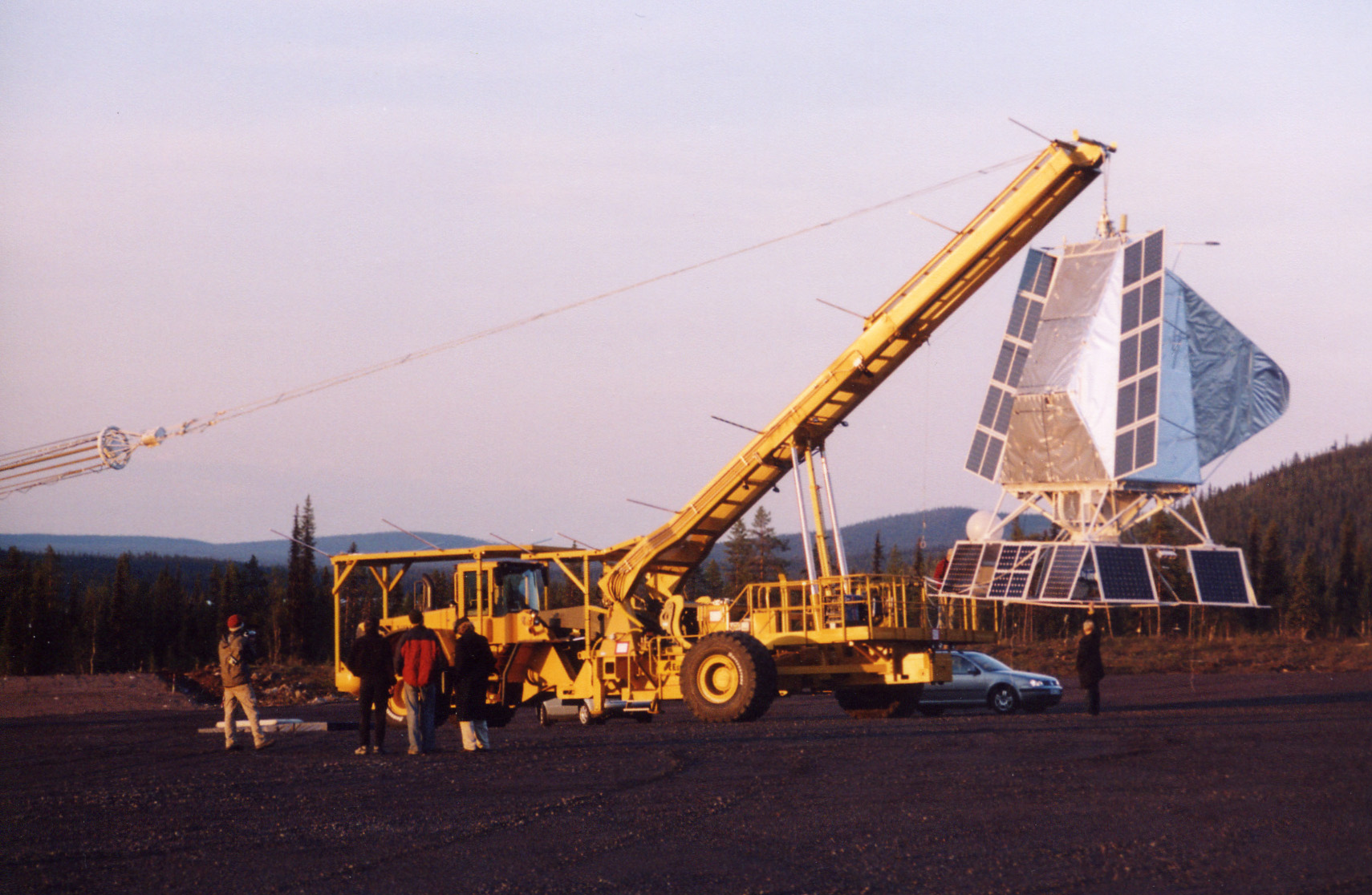
Das Teleskop BLAST hängt vom Mobilkran Hercules bei Flugvorbereitungen im Jahr 2005.

Bis Juli 2024 fanden über 680 Ballonstarts statt. Zu den Kunden gehörten verschiedene Weltraumagenturen und Forschungseinrichtungen. Nutzlasten waren unter anderem das Infrarotteleskop Blast, das 2003 und 2005 von der Esrange startete. Die ESA führte bis 2021 mehrere sogenannte „High Altitude Drop Tests“ (englisch „Fallversuche aus großer Höhe“) des Fallschirms des Marslandmission Exomars Rosalind Franklin von der Esrange aus durch.

### NASA-Kampagnen
Die NASA-Ballon-Kampagnen werden von der Wallops Island Flight Facility koordiniert, sie hat für Ballonmissionen die Columbia Scientific Balloon Facility (CSBF) in Palestine, Texas eingerichtet. Dort werden die Nutzlasten zusammengebaut, bevor sie nach Esrange verschifft werden. Interessierte Institutionen bewerben sich bei der CSBF um Missionsplätze, üblicherweise mehr als ein Jahr vor dem Flug. Die Flugkampagnen finden von Mitte Mai bis Mitte Juli statt, die Nutzlasten werden ab März verschickt. Die Flughöhen liegen normalerweise im Bereich von 115.000 bis 130.000 Fuß, die Flüge nach Kanada oder Alaska dauern bei Geschwindigkeiten zwischen 10 und 30 kn zwischen 5 und 10 Tage, wenn Russland eine Überflugsgenehmigung erteilt kann auch länger geflogen werden. Die NASA verwendet die Ballontypen Zero Pressure und Super Pressure, die Nutzlasten bis etwa 2.700 kg bzw. 900 kg befördern können.

#### Sunrise
2009 und 2013 startete das Max-Planck-Institut für Sonnensystemforschung zusammen mit weiteren Forschungspartnern einen Heliumballon von der Esrange, der das Sonnenteleskop Sunrise in die Stratosphäre trug, um von dort aus die Sonne zu beobachten. Sunrise III als drittes Sonnenobservatorium sollte mit Start am 10. Juli 2022 während eines mehrtägigen Fluges Messdaten von der Sonne aufnehmen, um Prozesse in der Chromosphäre genauer als je zuvor sichtbar zu machen. Unregelmäßigkeiten während des Fluges machten nach wenigen Stunden ein vorzeitiges Beenden der Mission und eine Rückholung des Observatoriums notwendig. Die Mission wurde 2024 erfolgreich wiederholt.

#### 60 MCF Balloon – Booms
Im Juli 2024 wurde der Ballon 60 MCF zur Qualifizierung von der Esrange gestartet. Der Name bezieht sich auf das Volumen von 60 Millionen Kubikfuß (1,7 Millionen Kubikmeter). Dies war zu diesem Zeitpunkt der größte je gestartete Stratosphärenballon weltweit. Durch das große Volumen erreichte der Ballon mit 150,000 Fuß (45,7 Kilometer) eine größere Höhen als andere NASA-Ballons, und flog so am oberen Ende der Atmosphäre, wodurch die Instrumente mehr Strahlung messen können. Die Nutzlast auf dem Erstflug des 60-MCF-Ballons war das Röntgenteleskop Booms (Balloon Observation of Microburst Scales). Das Teleskop misst Röntgenstrahlung von Elektronenstrahlungspitzen, die sich nahe der Pole in großer Höhe ereignen.

### CNES-Kampagnen
Die französische Weltraumbehörde führt seit 1974 Ballonflüge von der Esrange aus durch. Im Jahr 2024 startete die Behörde drei Ballonflüge vom Ballonfeld, darunter den ersten transatlantischen Flug Transat, der in Kanada landete.

### Studentische Flüge

#### BEXUS
BEXUS (Balloon Experiments for University Students) ist ein 2007 gegründetes Studentenprogramm für Ballonexperimente von Universitätsstudenten, das vom DLR und der schwedischen Raumfahrtbehörde geleitet wird. BEXUS ist dabei einer der beiden Programmschwerpunkte des REXUS/BEXUS Programms. Jährlich sollen im Herbst zwei Ballone starten. Studenten europäischer Hochschulen können Bewerbungen einreichen, um Nutzlasten mit den Ballonflügen zu starten. Auf den Flügen Bexus 32 und 33 waren beispielsweise die Technische Universität Madrid, die Technische Universität München, die Universität La Sapienza aus Rom, Technische Universität Luleå, die Technische Universität Dresden und die Universität Porto mit Experimenten vertreten.

## Startplatz suborbitaler Flüge

### Forschungsflüge staatlicher Einrichtungen

#### TEXUS
Das Deutsche Zentrum für Luft- und Raumfahrt (DLR) startet mit TEXUS seit 1977 suborbitale Flüge von der Esrange, dabei ist die ESA ein Partner, technische Unterstützung kommt vom Raumfahrtunternehmen Airbus. Für die Testflüge wurden zunächst britische Skylark-Raketen benutzt. Nachdem diese nicht mehr hergestellt werden, verwendet man brasilianische VSB-30. Federführend ist dabei die DLR-Abteilung MORABA. Zu den in der Esrange durchgeführten Experimenten gehören Versuche zur Untersuchung von Materialien und Pflanzenwachstum in der Schwerelosigkeit.

#### REXUS
Seit 1995 werden suborbitale Flüge im Rahmen des REXUS-Programms durchgeführt, zunächst als Programm der Schwedischen Weltraumbehörde und ab 2007 in Kooperation mit MORABA. REXUS-Flüge sollen Studierende mit dem Ablauf einer Raketenstartkampagne vertraut machen und die Möglichkeit eigener Experimente bieten. REXUS verwendet eine eigene Rakete mit ca. 6 Metern Länge und erreicht Höhen von bis zu 93 Kilometern.

#### MAXUS

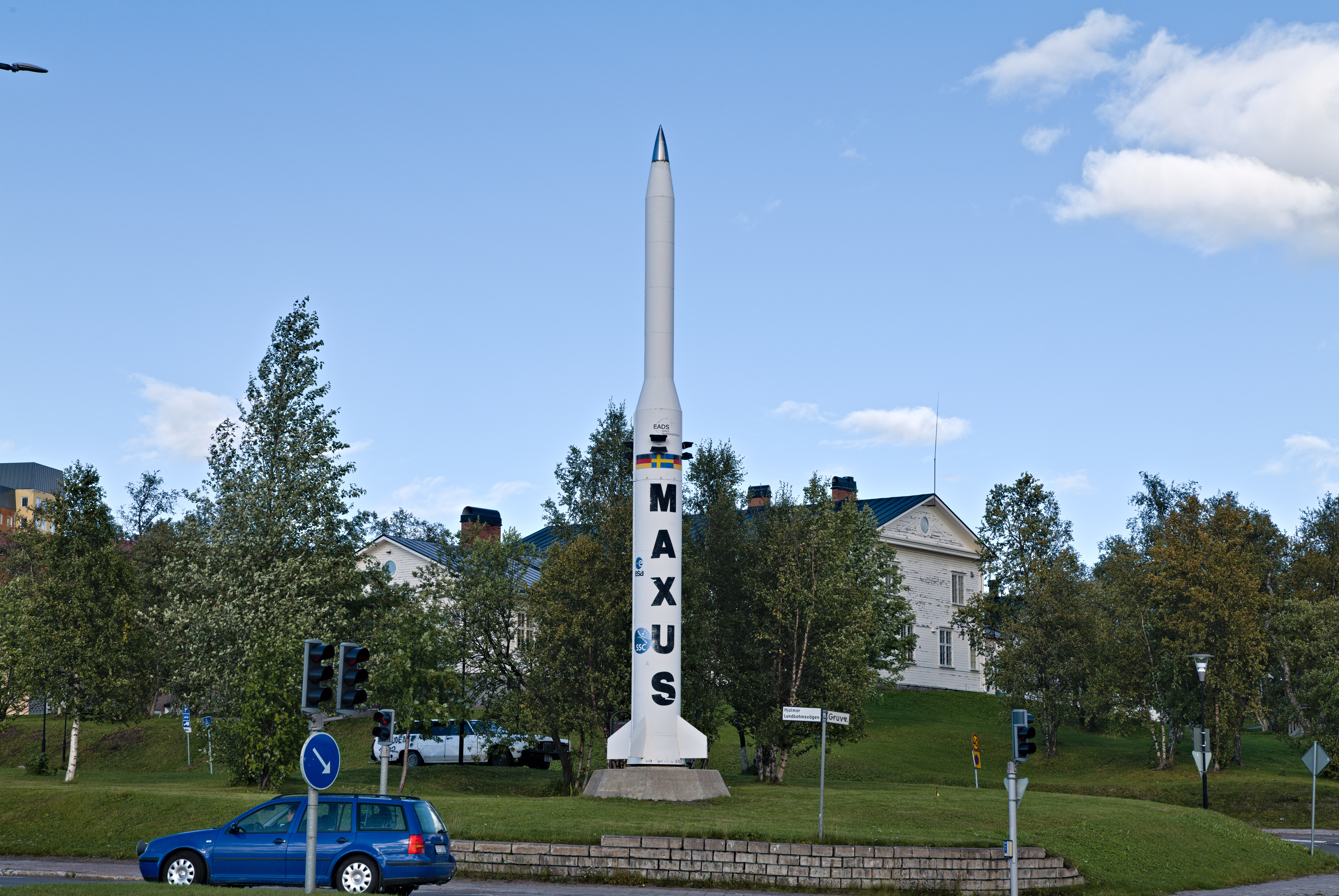
Ein Modell einer Maxus-Rakete in Kiruna, aufgenommen 2022.

Das MAXUS-Programm wird durch die ESA finanziert. Die Raumfahrtbehörde tritt dabei als Kundin auf, der Start und die Produktion der Raketen wird durch ein Joint Venture der Swedish Space Corporation und Airbus Defence and Space (ehemals EADS Astrium) verantwortet. Als Nutzlasten werden Experimente und Technologieerprobungen gestartet. Die Maxus-Rakete ist für eine suborbitale Rakete besonders groß, sie hat je nach Konfiguration ein Startgewicht von bis zu 12 Tonnen, misst bis zu 17 Meter und kann etwa 800 Kilogramm Nutzlast auf eine maximale Höhe von 750 Kilometer bringen. Neben Versuchen in der Schwerelosigkeit werden Technologien wie etwa Wiedereintrittskapseln getestet. Es werden 12 Minuten in der Schwerelosigkeit ermöglicht. Angetrieben wird die Rakete vom Feststoff-Triebwerk Castor IVB. Das Programm wurde 1990 begonnen, bis 2017 wurden zehn Starts durchgeführt.

#### MAPHEUS
Das DLR startet seit 2009 suborbitale Flüge des MAPHEUS-Programms. Das Programm ist eine Zusammenarbeit der DLR-Abteilungen MORABA, dem Institut für Materialphysik im Weltraum und dem Institut für Luft- und Raumfahrtmedizin. Es findet jährlich in etwa ein Flug der Höhenforschungsrakete MAPHEUS statt. Die Flüge sollen circa sechs Minuten Schwerelosigkeit ermöglichen. Im Februar 2024 fand dabei mit MAPHEUS 14 der erste reguläre Flug des neuentwickelten Triebwerks Red Kite statt, das vom DLR mit Bayern Chemie entwickelt wurde. Die Oberstufe wurde dabei vom ursprünglich militärischen Raketenmotor Improved Malemute angetrieben. Die vollständige Rakete hatte eine Länge von 12,5 Metern, wobei 5,4 Meter für Nutzlasten zur Verfügung standen. 14 Nutzlasten mit einem Gesamtgewicht von 442,8 kg wurden auf eine Höhe von 265 Kilometer geflogen. Red Kite wurde zum Teil ebenfalls in der Esrange getestet.

#### MAIUS
Eine Reihe deutscher Hochschulen, darunter die Leibniz Universität Hannover, führen mit der Startserie MAIUS Experimente mit einem Bose-Einstein-Kondensat in der Schwerelosigkeit durch, MORABA leitet dabei die Startkampagne. Bislang fanden zwei Starts statt. MAIUS 2 war der erste Flug vom ertüchtigten Skylark-Startturm und verwendete eine VSB-30-Rakete.

### Flüge von Unternehmen
Im Jahr 2007 erklärten das amerikanische Unternehmen Virgin Galactic und schwedische Regierung die Absicht, den Startplatz für suborbitale Raumflüge zu nutzen.
Das niederländische Unternehmen T-Minus startete im Februar 2024 eine suborbitale DART-Rakete von der Startrampe LC-3C. Der Start endete mit einem Fehlschlag: Nach der Trennung der ersten Stufe sorgte eine Anomalie für eine verfrühten Auswurf der Nutzlast. Das Unternehmen brachte den Fehlschlag mit niedrigen Temperaturen von −35 °C in Verbindung. Ein weiterer Start wurde daraufhin abgesagt.
Das Konsortium ArianeGroup gab an, zusammen mit der ESA auf der Esrange Testflüge und -landungen („Hop Tests“) der wiederverwendbaren experimentellen Raketenstufe Themis durchführen zu wollen. Im Mai 2024 gab die SSC bekannt, dass die ersten Testflüge nicht vor 2025 starten würden.

## Startplatz orbitaler Flüge
Der orbitale Startkomplex wurde im Januar 2023 eingeweiht. Er besitzt drei Startrampen (LC-3A, LC-3B und LC-3C), einen Hangar zum Zusammenbau der Raketen und weitere Versorgungsinfrastruktur. Zwei dieser Startrampen sollen orbitale Starts von kleinen Trägerraketen ermöglichen. Für Anfang 2024 wurde ein erster Satellitenstart in Aussicht gestellt. Es wurde allerdings bei der Einweihung nicht offenbar, welches Unternehmen diesen Start durchführen würde; entsprechende Ankündigungen gab es zuvor nicht.
Der erste veröffentlichte Kunde für einen orbitalen Start wurde das südkoreanische Startup Perigee. Das Unternehmen möchte seine Trägerrakete Blue Whale 1 ab 2025 von der Esrange starten, allerdings erst nach einem Jungfernflug von einem koreanischen Startplatz. Das amerikanische Unternehmen Firefly gab im Juni 2024 bekannt, seine Trägerrakete Alpha von der Startrampe LC-3C starten zu wollen. Als erster Starttermin wurde das Jahr 2026 genannt. Zum Zeitpunkt der Bekanntgabe hatten die Arbeiten an der Startrampe bereits begonnen.

## Galerie

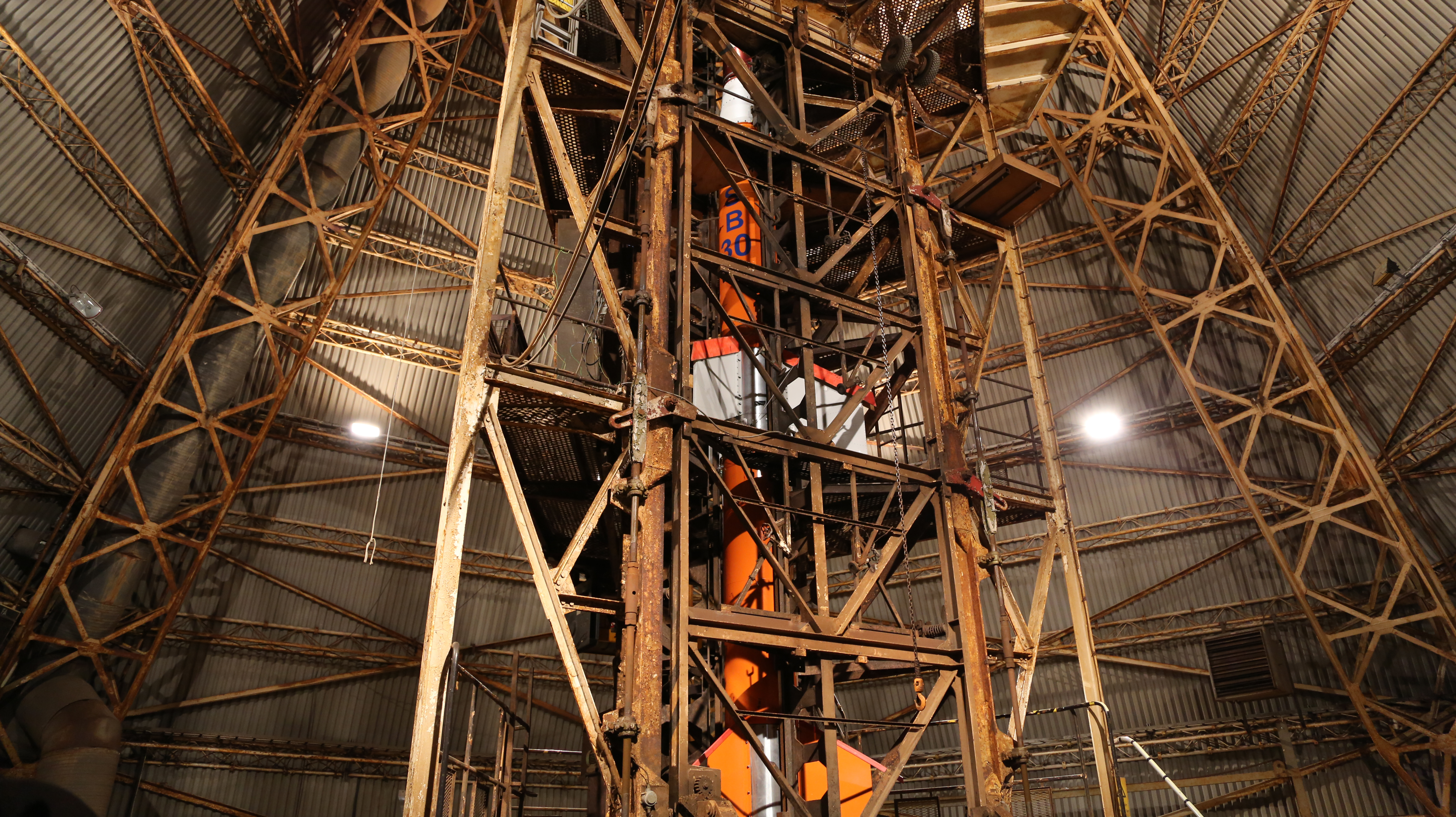
Die VSB-30-Rakete des Texus-50-Flugs vor dem Start im Skylark-Startturm
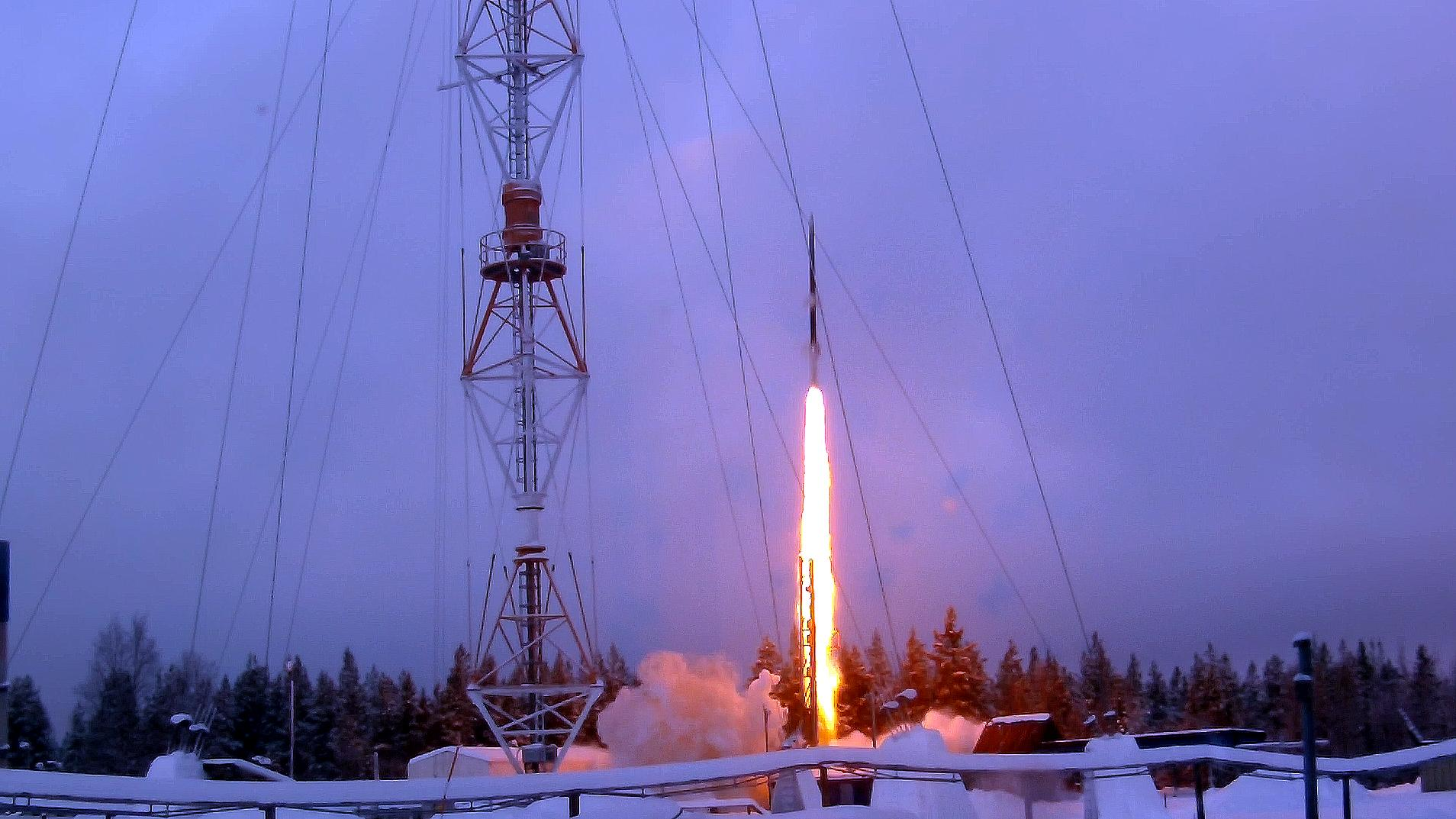
Der Start der MAPHEUS-3-Höhenforschungsrakete
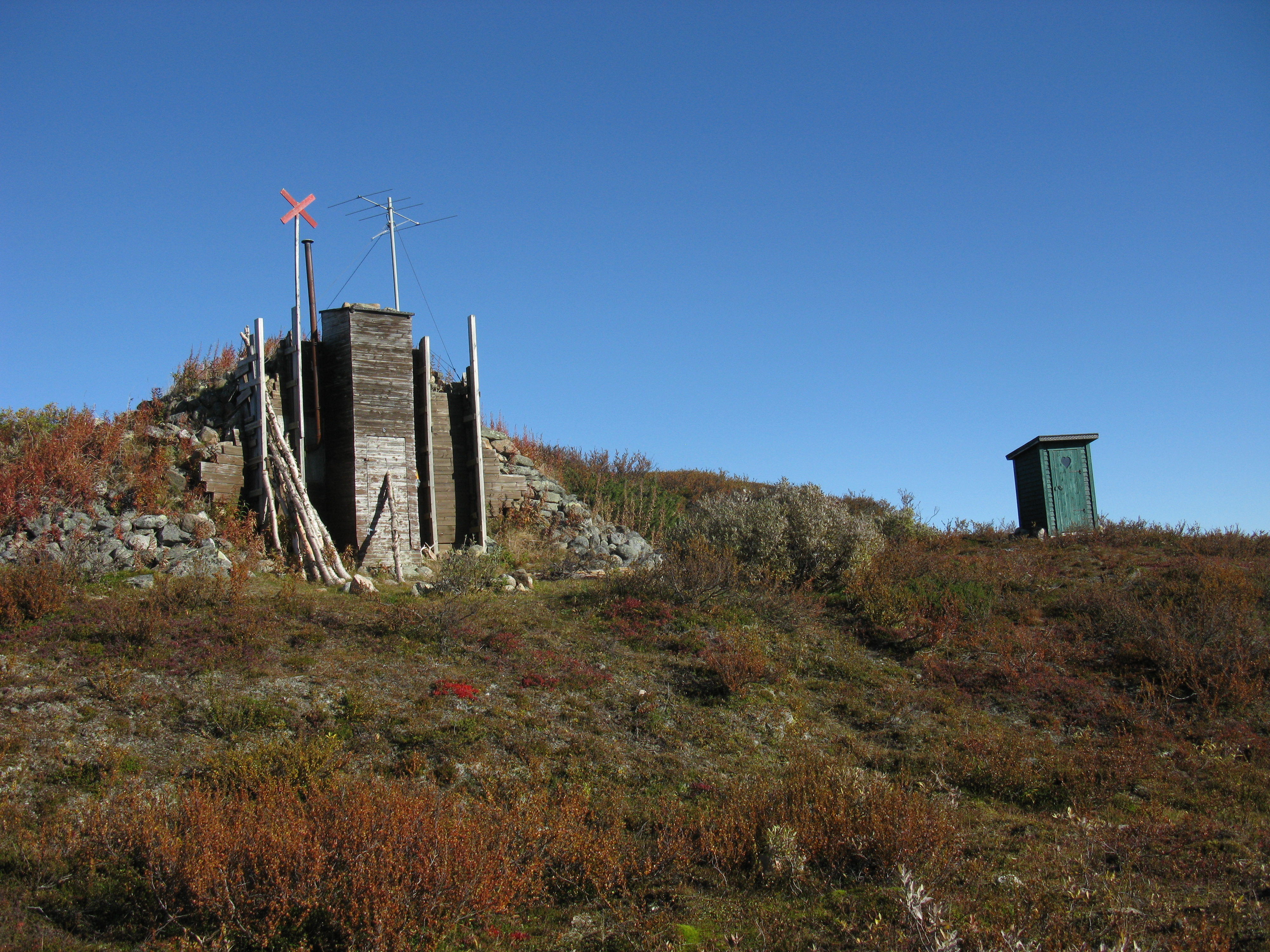
Ein Schutzraum auf dem Gelände der Esrange